# کپرا، کوئینزلند
۲۷°۲۴′۴۳″ جنوبی ۱۵۲°۵۷′۱۸″ شرقی / ۲۷٫۴۱۱۹۴°جنوبی ۱۵۲٫۹۵۵۰۰°شرقی

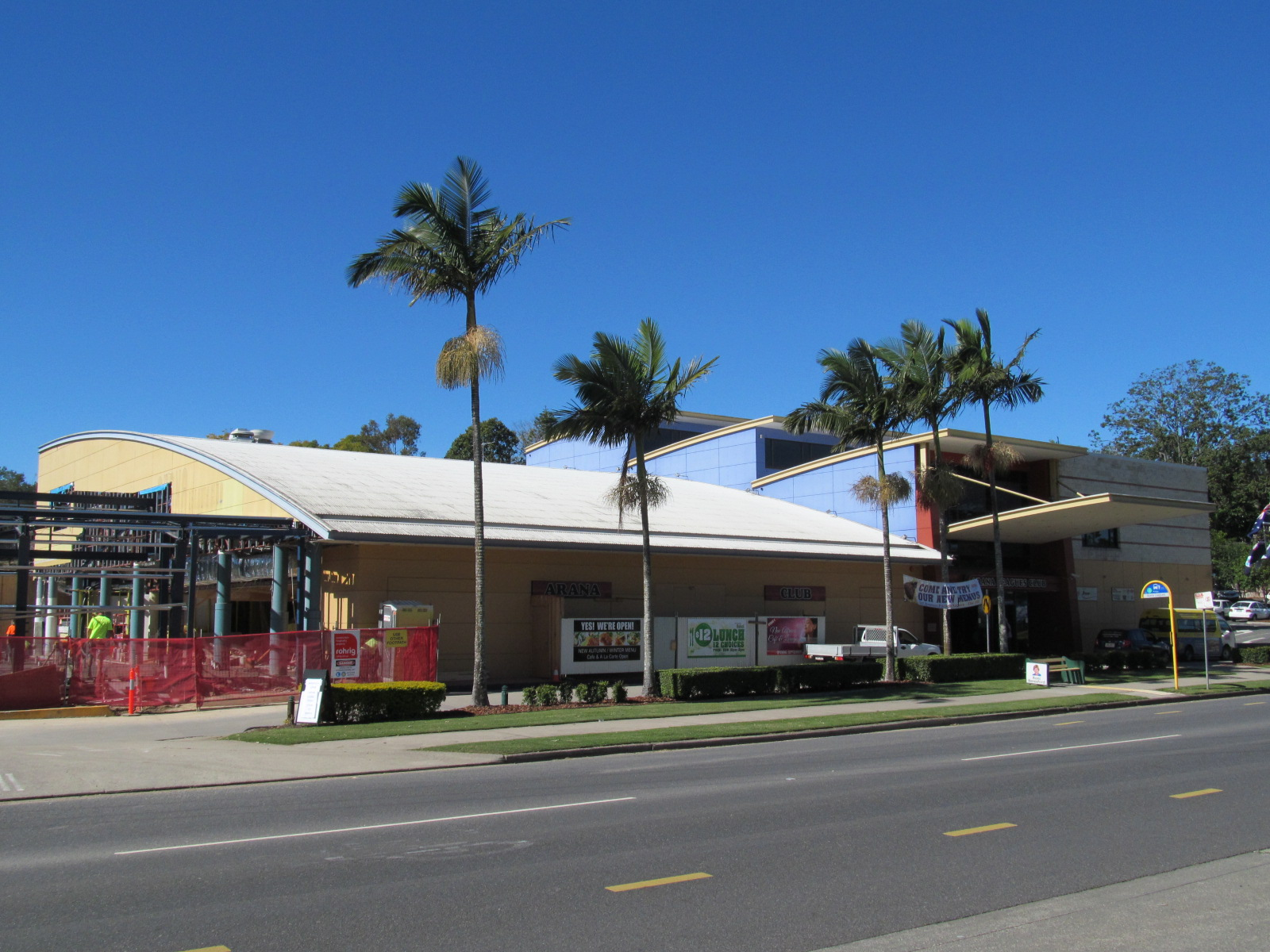
نمایی از باشگاه آرانا لیگ در داوسون، کپرا

کپرا (Keperra) یک منطقه مسکونی در حومه شهر بریزبن، در ایالت کوئینزلند، استرالیا می‌باشد. فاصله این حومه تا مرکز شهز ۱۲٫۴ کیلومتر (۷٫۷ مایل) است.

## جغرافیا
خط راه‌آهنی که از شرق بین کپرا، آکسفورد پارک و میچلتون امتداد دارد، اخیراً دو برابر شده‌است. این پروژه در سال ۲۰۰۸ به پایان رسید. گروولی محلی در حومه کپرا است و مؤسسه آموزش عالی و تحصیلات تکمیلی بریزبن پردیس و باشگاه آرانا لیگ در داوسون در نزدیکی مرز با حومه آرانا هیلز قرار دارد.

## تاریخ
کپرا دارای تاریخ بومی عمیق و غنی می‌باشد. نام کپرا از کلمه Yuggera kipper / kippa گرفته شده‌است که نشان دهنده یک مرد جوان است. دو حلقه بورا قبلاً در حومه شهر قرار داشتند، یکی در نزدیکی گوشه خیابان سمفورد و خیابان کپرا (اکنون تحت مسکن قرار دارد) و دیگری که با ساخت باشگاه کانتری کپرا از بین رفتند. تصور می‌شود که این نام از مراسم تشریفات مردان جوان در حلقه‌های بورا گرفته شده‌است.

## جمعیت‌شناسی
در سرشماری سال ۲۰۱۱، جمعیت کپرا ۶۶۵۲ نفر را گزارش شده‌است، که ۵۲٫۶٪ آن را زن‌ها و ۴۷٫۴٪ مردها تشکیل داده بودند.
میانگین سنی جمعیت کپرا برابر با میانگین سنی ملی یعنی ۳۷ سال بود.
۸۰٫۳٪ از جمعیت ساکن در کپرا در استرالیا متولد شده‌اند، در مقایسه با میانگین ملی که فقط ۶۹٫۸٪. می‌باشد. بیشترین جمعیت ساکن در این حومه از کشورهای متولد انگلستان ۳٫۹٪، نیوزیلند ۲٫۴٪، اسکاتلند ۰٫۷٪، فیلیپین ۰٫۶٪، آفریقای جنوبی ۰٫۶٪ می‌باشد.
۹۰٫۲٪ مردم در خانه فقط انگلیسی صحبت می‌کردند. متداول‌ترین زبان‌های بعدی ۰٫۶٪ ایتالیایی، ۰٫۵٪ کانتونی، ۰٫۴٪ عربی، ۰٫۴٪ اسپانیایی، ۰٫۳٪ فیلیپینی بودند.